# Furtuna Velaj
Furtuna Velaj (* 8. März 1990 in Deçan, Jugoslawien, heute Kosovo) ist eine in den Vereinigten Staaten aufgewachsene albanische Fußballspielerin, die in der zweitklassigen United Women’s Soccer bei New York Surf unter Vertrag steht.

## Leben
Velaj wurde 1990 in Deçan im heutigen Kosovo geboren und wuchs mit ihren vier Geschwistern im benachbarten Gllogjan auf. Im Frühjahr 1998 floh sie mit ihren römisch-katholisch-stämmigen Eltern in die USA, wo sie in Hamden, Connecticut aufwuchs. In Connecticut besuchte sie vier Jahre lang die Westhill High School in Stamford, bevor sie 2008 bis 2010 die Quinnipiac University besuchte, wo sie Politikwissenschaft und Journalismus studierte.
Velajs Schwestern Linda und Aulona sowie die beiden Brüder Simone und Nol waren ebenfalls im Fußball aktiv. Linda ist Co-Trainerin bei den Blue Wave Kickers und dem Varsity Team, den Männern (Jungen) der Darien High School. Aulona, arbeitet im Trainerstab der Westhill High School und spielte Fußball für den Connecticut FC und das Women-Soccer-Team der Texas A&M University. Ihre Brüder Simone und Nol spielten beim Connecticut FC.

## Fußball-Karriere

### Vereine
Velaj startete ihre Karriere beim Connecticut FC und gewann 2007 die PDA und den Connecticut State Cup. Von 2004 bis 2008 lief sie für die Vikings im Women-Soccer-Team der in Stamford beheimateten Westhill High School auf. Anschließend spielte sie an der Quinnipiac University von 2008 bis 2010 für das dortige Hochschulteam der Quinnipiac Bobcats. Zudem lief sie für die W-League-Franchises Connecticut Passion und Washington Freedom Futures auf. 2012 spielte sie beim isländischen Erstligisten UMF Afturelding, ehe sie im Sommer 2013 kurzzeitig in die W-League zurückkehrte und für die Toronto Lady Lynx auflief. Darauf folgte ein Abstecher zum finnischen Spitzenverein PK-35 Vantaa, mit dem Velaj den finnischen Vereinspokal gewann. Zur Saison 2014 der norwegischen Toppserien wechselte sie zu Kolbotn IL, mit denen sie am Saisonende den vierten Tabellenplatz belegte. Im Januar 2015 schloss sich Velaj dem Bundesligaaufsteiger SC Sand an. Im Juni 2015 wurde sie in die Reserve des SC Sand versetzt und erzielte hier 21 Tore bei 16 Spielen in der Regionalliga Süd. Im Sommer 2016 kehrte sie nach einem Jahr Abstinenz in das Frauen-Bundesliga-Team des SC Sand zurück. Im Januar 2017 löste sie ihren Vertrag beim SC Sand auf. Im Mai 2017 unterschrieb Velaj in der United Women’s Soccer bei New York Surf.

### Nationalmannschaft
Velaj spielt seit 2011 für die Nationalmannschaft Albaniens und nahm mit dieser an der Qualifikation zur Weltmeisterschaft 2015 teil.

### Erfolge
- 2013: Gewinn des Naisten Cup (PK-35 Vantaa)